# Église Saint-Leubais de Sennevières
L’église Saint-Leubais de Sennevières est un édifice religieux, dédié au culte catholique, situé sur la commune française de Sennevières, dans le département d’Indre-et-Loire.

## Localisation
L'église Saint-Leubais est construite dans le centre du bourg de Sennevières, en bordure de la D 89. Sa façade est tournée vers le sud-ouest, son chœur vers le nord-est.

## Historique
Mentionnée dans une charte de 1173, l'église Saint-Leubais de Sennevières occupe peut-être l'emplacement du prieuré primitif fondé par Ursus (Ours) de Cahors au VIe siècle et que cite Grégoire de Tours. L'appareil dont est constituée une partie de la nef peut être daté du XIe siècle. Une porte percée dans le mur gouttereau nord, le chœur sur plan carré supportant le clocher et l'abside voûtée en cul-de-four sont du XIIe siècle. La flèche du clocher, pour sa part, est refaite en 1931 à l'identique.
L'église est inscrite au titre des monuments historiques le 13 novembre 1939

## Architecture et décor

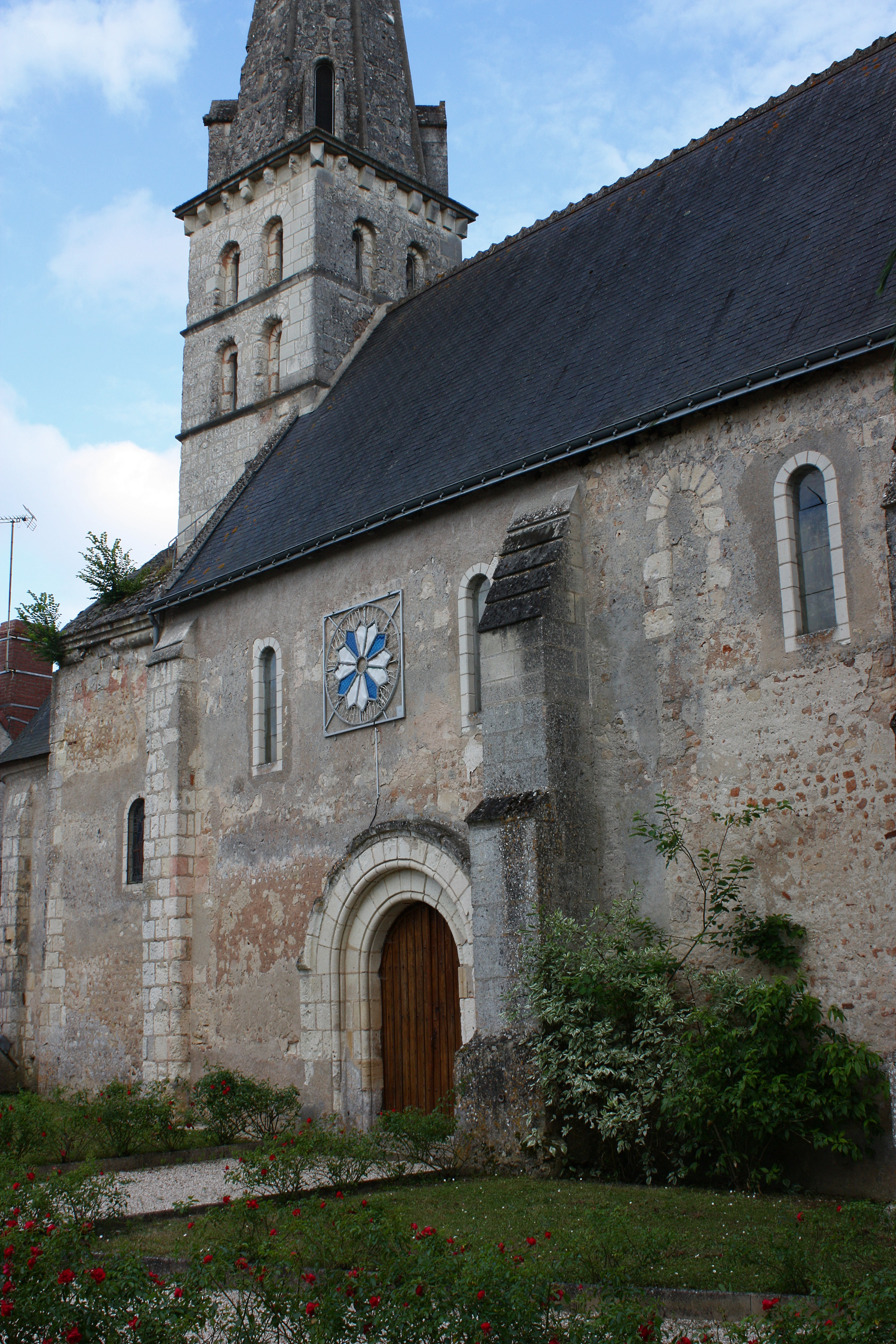
Détail de l'appareil de la nef.

La nef est construite en petit appareil ; des contreforts plaqués, rajoutés ultérieurement, épaulent les murs gouttereaux. Une baie murée dans le mur nord est peut-être contemporaine de la phase primitive de construction. D'autres baies éclairent la nef mais elles sont plus récentes que cette dernière. Toutes ces baies ainsi que les portes ménagées dans le mur nord et la façade ouest sont en plein cintre. La nef est prolongée par un chœur sur plan carré, moins large et qui supporte le clocher. L'abside de même largeur que le chœur, éclairée par une seule fenêtre au chevet, termine l'édifice,.
Les vitraux sont issus de l'atelier Fournier-Clément à Tours.

## Pour en savoir plus